# مايكل ماسوفسكي
مايكل ماسوفسكي (بالبولندية: Michał Masłowski)‏ هو لاعب كرة قدم بولندي في مركز الدفاع، ولد في 19 ديسمبر 1989 في Strzelin ‏ في بولندا. شارك مع منتخب بولندا لكرة القدم. أما مع النوادي، فقد لعب مع ليغيا وارسو.

## وصلات خارجية
- مايكل ماسوفسكي على موقع قاعدة بيانات كرة القدم.إي يو (الإنجليزية)
- مايكل ماسوفسكي على موقع ناشيونال فوتبول تيمز (الإنجليزية)
- مايكل ماسوفسكي على موقع Soccerway.com (الإنجليزية)
- مايكل ماسوفسكي على موقع AS.com (الإسبانية)